# Day One (группа)
Day One — английская группа из Бристоля, состоящая из Фелима Бирна и мульти-инструменталиста Мэтью Хардвиджа. Они начали сотрудничать в середине девяностых годов, создавая электронную музыку под сильным влиянием бристольского трип-хопа. Эти ранние записи были собраны ими в три демо-трека, которые были доставлены Роберту Дель Ная из Massive Attack. Дель Ная был очень впечатлен их музыкой, и заключил с ними контракт на его собственном лейбле — Melankolik.

## История
Их дебютный альбом, Ordinary Man, был выпущен сопродюсером по Melankonik и Astralwerks в 2000 году и получил одобрение критиков. Он достиг #70 в чарте альбомов Великобритании в марте, в этом же году. Их ранний сингл: «I’m Doin’ Fine», достиг #68 в чарте синлов Великобритании в ноябре 1999 года. Музыка из LP альбома была использована в ряде фильмов, таких как Жестокие игры, Большая стрижка, и телевизионных сериалов таких как Клиент всегда мёртв, а также использовалась в нескольких национальных рекламных кампаниях.
Их второй альбом, Probably Art, был выпущен в октябре 2007 года на лейбле One Little Indian. Песня «Bad Before Good», звучит в эпизоде второго сезона Молокососы (телесериал), а также их песня «Cosmopolita» звучит в американском сериале Кашемировая мафия.
Группа отыграла свой первый концерт за семь лет в Лондоне и Париже. Они играли на международном музыкальном фестивале в 2008 году. В это же время, они записывали свой следующий альбом, работая с продюсером таких музыкантов, как Beastie Boys, Beck и Марио Калдато младший.

## Дискография
- 2000, Ordinary Man, Melankonik/Astralwerks
- 2007, Probably Art, One Little Indian